# Falcidens hartmanae
Falcidens hartmanae is een schildvoetigensoort uit de familie van de Chaetodermatidae. De wetenschappelijke naam van de soort is voor het eerst geldig gepubliceerd in 1961 door Schwabl.